# Belum Temenggor
Der Nationalpark Belum Temenggor ist das weitflächigste Waldreservat auf der gesamten malaysischen Halbinsel, welcher im malaysischen Bundesland Perak liegt und an das meridionale Thailand grenzt.

## Geschichte
Belum hat am 31. Juli 2003 mittels Dekret den Status eines geschützten Nationalparks durch den Sultan von Perak erhalten.

## Geographie
Der Park teilt sich in zwei große Zonen: das Royal Belum bedeckt den nördlichen Teil des Parks bis zum angrenzenden Thailand während sich südlich das Waldreservat von Temenggor erstreckt. Man vermutet, dass Belum-Temenggor, mit seinen 130 Millionen Jahren, einer der ältesten Wälder unter allen Urwäldern der Welt ist, sogar älter als der Wald des Amazonas und des Kongos. Der Wald umrahmt den Temenggorsee, den zweitgrößten der malaysischen Halbinsel nach dem Kenyirsee.
Der Temenggorsee – wie auch der Kenyirsee – ist ein künstlicher See erbaut für das nahe liegende Wasserkraftwerk. Er weist trotzdem eine Anzahl von unterschiedlichen lokalen Süßwasser-Fischarten auf, unter anderen auch Exemplare wie der Große Schlangenkopffische. Da das Angeln auf dem See erlaubt ist, bietet er ein ideales Ausflugsziel für Angler, welche Boote und schwimmende Häuser zum Übernachten mieten können.
Der Wald ist noch von zirka 1400 Einheimischen bewohnt, die allgemein unter dem Namen Orang Asli zusammengefasst werden, was aus dem Malaysischen übersetzt ursprünglicher Mensch beziehungsweise Ureinwohner bedeutet.

## Flora und Fauna
Der Park ist für die Ornithologie ein bedeutender Ort, weil er auf Grund der dort vorhandenen artenreichen Vogelwelt von BirdLife International anerkannt wurde. Er ist ein Ziel von Ornithologen, die hier über 300 Vogelarten beobachten können und einzigartig in dieser Art, beherbergt der Park mindestens 10 Spezies der seltenen Nashornvögel. Er ist einer der wenigen Wälder auf der Welt, in denen man seltene Säugetiere findet, darunter den malaysischen Tiger, den Asiatischen Elefanten, den Malaienbär und den Schabrackentapir.
Der Regenwald von Belum-Temenggor ist die Heimat von über 3000 Pflanzenarten, darunter 3 Arten der Rafflesien.